# Grays varaan
Grays varaan (Varanus olivaceus) is een grote hagedis uit de familie varanen (Varanidae). De soort werd voor het eerst wetenschappelijk beschreven door Edward Hallowell in 1857. Oorspronkelijk werd abusievelijk de naam Varanus ornatus gebruikt.
De varaan heeft een groene lichaamskleur met donkere dwarsbanden en wordt tot twee meter lang. De varaan eet veel fruit, in tegenstelling tot de meeste andere varanen. Het is een boombewonende soort, die erg zeldzaam is en weinig wordt gezien.
Er werd ruim honderd jaar gedacht dat deze soort uitgestorven was tot onderzoek in de jaren 70 en 80 het tegendeel bewees. Grays varaan komt alleen voor in het Zuidoost-Aziatische land Filipijnen.

## Naamgeving en taxonomie
De wetenschappelijk geslachtsnaam Varanus betekent 'hagedis', de soortnaam olivaceus betekent olijfachtig. De varaan wordt in de Filipijnen butaan genoemd. De Nederlandstalige naam verwijst naar de Britse zoöloog John Edward Gray (1800 - 1875). De varaan werd voor het eerst wetenschappelijk beschreven door Gray in 1845 als Varanus ornatus. Deze naam bleek echter al te worden gebruikt voor de nijlvaraan, en volgens de regels van de nomenclatuur is de naam dan niet geldig. George Albert Boulenger beschreef de varaan in 1885 als Varanus grayi. Pas veel later, in de jaren 80 van de vorige eeuw, ontdekte herpetoloog Walter Auffenberg dat de bioloog Edward Hallowell eerder in 1857 een exemplaar van dezelfde soort had beschreven onder de naam Varanus olivaceus. Aangezien deze naam ouder was dan die van Boulenger, kreeg deze naam prioriteit. In sommige bronnen wordt nog wel de oude naam Varanus grayi gebruikt.
Grays varaan wordt tot het ondergeslacht Phillipinosaurus gerekend. Er worden geen ondersoorten erkend.

## Verspreiding en habitat

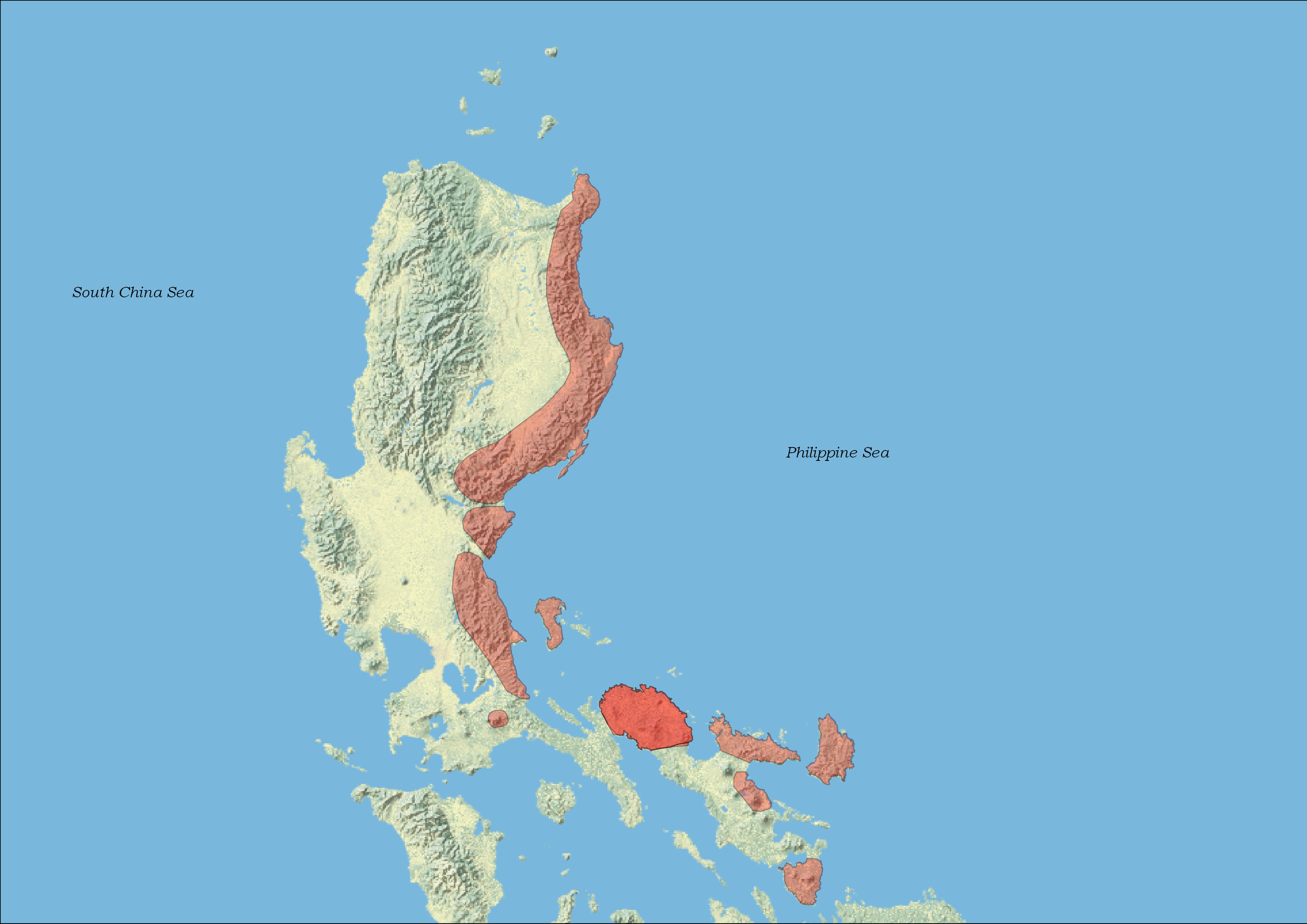
Verspreidingsgebied in het rood.

Grays varaan komt voor in delen van Azië en leeft endemisch op de Filipijnen. De varaan komt voor in het zuidoostelijke deel van Luzon en enkele omliggende eilanden zoals Catanduanes, Polillo en waarschijnlijk ook Alabat. De habitat bestaat uit de beboste hellingen van de heuvels van deze eilanden, waar ze leven tot een hoogte van 400 meter boven zeeniveau. De varaan verschuilt zich het grootste deel van de dag in bomen en is erg schichtig. Lange tijd was er ondanks intensieve zoekacties vrijwel niets over de soort bekend.

## Uiterlijke kenmerken
Grays varaan is een grote soort, een mannetje wordt gemiddeld zo'n 65 cm zonder staart en weegt gemiddeld 6,7 kg. De staart varieert in lengte van 118% tot 162% ten opzichte van de kop-romplengte. Een volwassen mannetje kan een totale lichaamslengte van ruim twee meter bereiken. Een vrouwtje is zoals bij de meeste varanensoorten wat kleiner en wordt gemiddeld 51 cm en 2,6 kg.
De lichaamskleur is groen tot grijs, met over het gehele lichaam een donkere dwarsbandering op de rug, het centrum van de donkere banden is echter licht van kleur. Over het gehele lichaam zijn kleine zwarte vlekjes aanwezig. Vooral bij de juvenielen heeft de bandering een sterk contrast, bij oudere exemplaren vervaagt de tekening. en Net als andere varanen heeft Grays varaan een lange nek en een spitse kop. In vergelijking met andere soorten zijn de neusgaten naar voren geplaatst. Grays varaan lijkt sterk op Varanus bitatawa, maar heeft een wat forsere kop en juist kleiner lichaam en ledematen.

## Voedsel

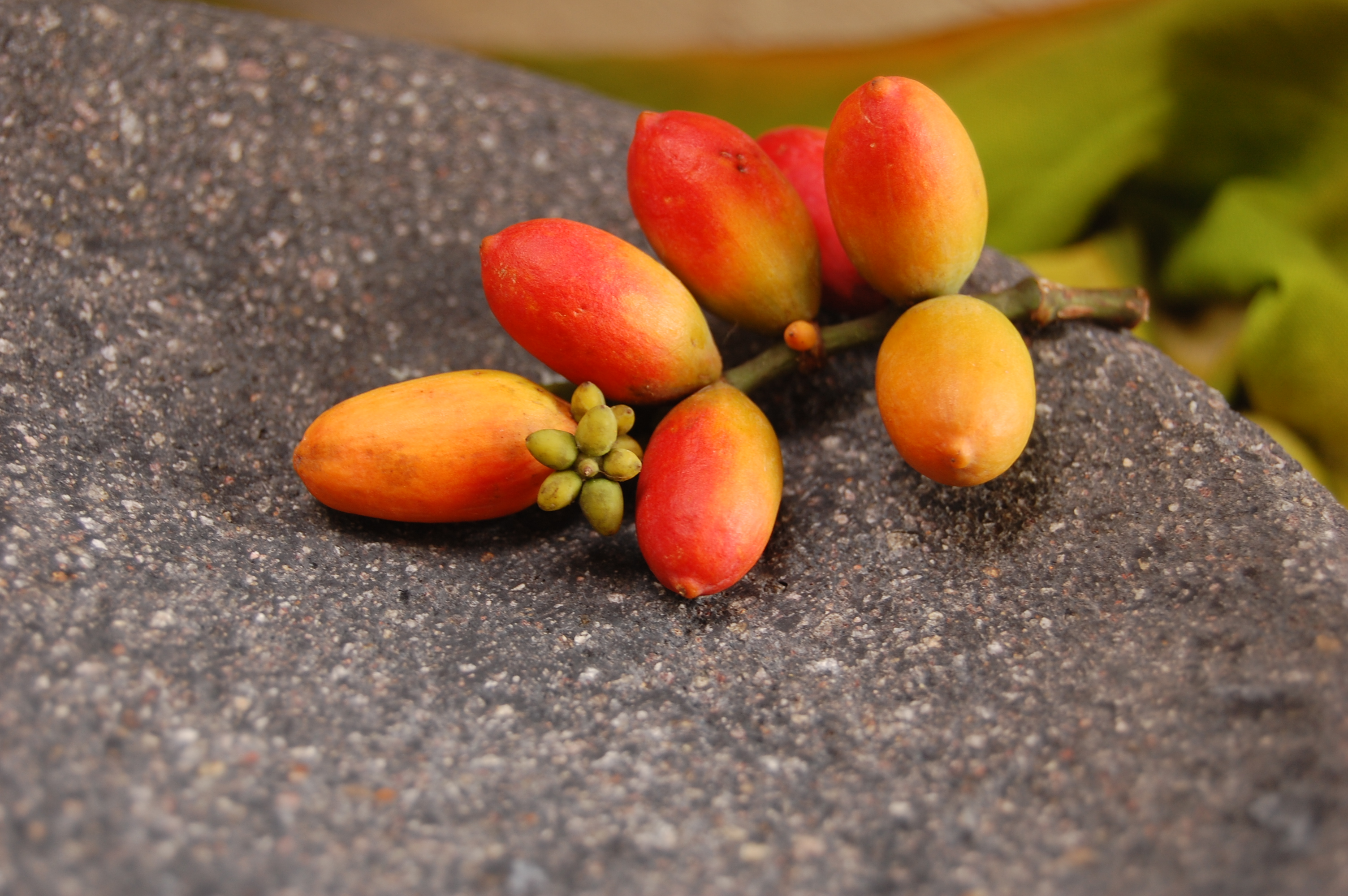
Onder andere de vruchten van de melindjoe (Gnetum gnemon) zijn wel aangetroffen in de maag.

Het dieet van Grays varaan is opvallend en wijkt af van andere varanen. In tegenstelling tot andere varanen zijn ze geen carnivoor, maar eten ze met name fruit en slakken. Als juveniel bestaat hun dieet nog uit voornamelijk uit kreeftachtigen en slakken, maar dit verandert wanneer ze 12 tot 18 maanden oud zijn. Vanaf dat moment beginnen ze veel fruit te eten. Onderzoek heeft uitgewezen dat ze daarbij een voorkeur hebben voor vruchten van boomsoorten uit de geslachten Pandanus en Canarium. Ook de vruchten van de plant melindjoe (Gnetum gnemon) worden wel gegeten. Dit menu wordt aangevuld met slakken, kreeftachtigen, spinnen, kevers, vogels en eieren. De vruchten die de varaan voornamelijk op het menu heeft staan, worden door andere dieren zoals vogels juist vermeden.

## Voortplanting
Er is niet veel bekend over de voortplanting van deze varanensoort. Grays varaan vertoont met name van juni tot september paargedrag. In deze periode zijn de dagen het langst, is de temperatuur het laagst en de regenval het hoogst. De mannetjes bevechten elkaar op hun achterste poten zodra hun testikels het grootst zijn. De paring zelf is in gevangenschap wel waargenomen en lijkt in tegenstelling tot andere varanensoorten erg zachtzinnig plaats te vinden. Er is niets bekend over het nest, maar het is aannemelijk dat holle bomen gebruikt worden als nesten waarin de eieren gelegd worden.
Het legsel bestaat in het wild uit maximaal 11 eieren, die in de periode juli tot oktober worden gelegd. De eieren wegen elk zo'n 40 tot 50 gram en zijn 6,7 bij 3,6 centimeter. Hoewel er niets bekend is over de incubatietijd van de eieren, kan uit de waarneming van heel kleine juveniele exemplaren in de periode mei tot juli worden afgeleid dat deze periode minimaal 300 dagen bedraagt. In gevangenschap plant de soort zich nauwelijks voort. Een legsel in gevangenschap bestaat uit maximaal 14 eieren. Ook is het vrouwtje in staat om meerdere keren per jaar eieren te leggen. De eieren komen in gevangenschap echter bijna nooit uit. In de dierentuin van Dallas is eenmaal een juveniel geboren na een incubatietijd van 219 dagen bij een temperatuur van 28 graden Celsius. Ook in Avilon Zoo in de Filipijnen is eenmaal een Grays varaan succesvol geboren. Dit jong overleefde in tegenstelling die uit de dierentuin van Dallas wel.

## Bedreiging en bescherming

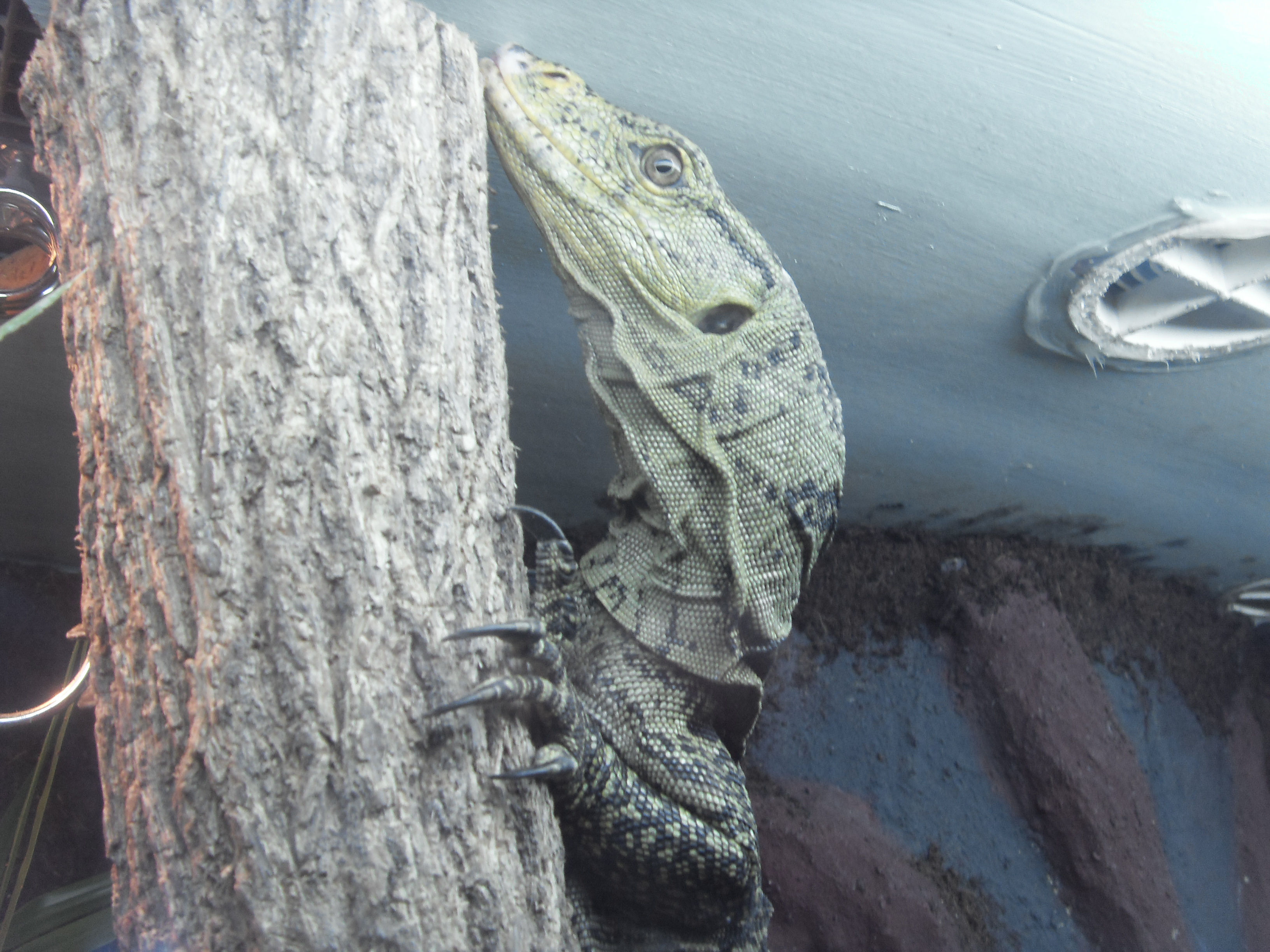
Een exemplaar in gevangenschap.

Grays varaan heeft met uitzondering van de netpython (Python reticulatus) geen natuurlijke vijanden. De grootste bedreiging voor het voortbestaan van de soort komt van de mens. De sterke terugloop van de habitat van de varaan is een belangrijke oorzaak van de terugloop in aantallen. De oerwouden van Filipijnen staan onder grote druk door de enorme bevolkingsgroei en de daarmee gepaard gaande grotere behoefte aan leef- en landbouwgebied. Ook worden bossen veelal gekapt voor de handel in tropische hardhout. Zo was rond 1900 nog 70% van de Filipijnen met oerwouden bedekt. Ruim honderd jaar later was dit teruggelopen tot 7%.
Hoewel diverse van de resterende en fragmentarische verspreidde stukken oerwoud tot beschermd natuurgebied zijn verklaard, wordt in de praktijk ook in dergelijke natuurgebieden wel gekapt. Wat Grays varaan extra kwetsbaar maakt is het feit dat de soort erg afhankelijk is van enkele specifieke boomsoorten als voedselbron. Onderzoek heeft uitgewezen dat Grays varaan niet in staat is zijn dieet aan te passen wanneer de belangrijkste vruchten niet meer aanwezig zijn in het leefgebied. Omdat de soort erg schuw is, vermijdt het bovendien gebieden die door mensen worden verstoord. Ze doen dit zelfs als het bos verder niet is aangetast door de mens. Het feit dat ze alleen in de bossen leven, maakt ze bovendien erg kwetsbaar voor fragmentering van de stukken oerwoud. Alleen bij grotere mannelijke exemplaren is waargenomen dat ze zich tussen de verschillende stukjes bos verplaatsten. Een andere menselijke bedreiging vormt de jacht op de soort omwille van het populaire vlees en vet van het dier. Hoewel het officieel verboden is om op deze soort te jagen wordt dit verbod in de praktijk nauwelijks gehandhaafd.
Door de internationale natuurbeschermingsorganisatie IUCN is de beschermingsstatus 'kwetsbaar' toegewezen (Vulnerable of VU).